# Качество (бизнес)
 Тази статия е за качество в бизнеса.  За други значения вижте качество.  
Качеството в икономиката е съществен признак на всеки продукт или услуга. Има решаваща роля за начина на функциониране на икономическите субекти и пазарните отношения.

## Дефиниции
Значението на термина „качество“ се е развило през времето. Някои от популярните интерпретация са следните:
- Филип Кросби – Conformance to requirements. Трудността в това е, че изискванията не винаги могат да покрият изцяло очакванията на клиента и Кросби третира това като отделен проблем.
- Джоузеф Джуран – „Годност за употреба“. Качественото състояние се определя от клиента.
- Noriaki Kano и друти – Двумерен модел за качество: Качеството има 2 измерения: „задължително качество“ и „атрактивно качество“. Първото е близо до „състояние за употреба“, а второто е това, което клиента би обикнал, но все още не се е досетил какво е. Поддръжници на този модел обобщават „Продуктите и услугите трябва да посрещат или надхвърлят очакванията на клиента“.
- Gerald M. Weinberg – „Стойността за някой човек“.
- Уилям Едуардс Деминг – Quality and the Required Style of Management 1988 – Разходите се намаляват, а продуктивността се покачва, когато подобрението на качеството е постигнато чрез по-добър дизайн, инженеринг, тестване и подобрение на процесите. По-добро качество на по-ниска цена има шанс да завладее пазара. Намаляването на разходите без подобряване на качеството е безполезно."

Ключова разлика, която трябва да се направи е, че има 2 общи приложения на термина „качество“ като форма на дейност и като функция на бизнес. Едното различие е подсигуряването на качеството, което епревенция от дефекти, каквато е внедряването на системи за управлението на качеството (СУК) и предпазни действия като FMEA (Failure mode and effects analysis). Докато другото е контрола на качеството или откриването на дефектите, което обикновено се асоциира с тестване, което се извършва като част от СУК и обикновено се реферира с верификации и валидизация.
Американското общество за качество дефинира качеството с 2 значения:
1. характеристиките на продукт или услуга, които са породени от техните възможности да задоволят установени или подразбиращи се нужди;
2. продукт или услуга без недостатъци.

Качеството на продукт или услуга се отнася към разбирането на степента до която продукта или услугата покрива очакванията на клиента. Качеството няма специфично значение ако не е свързано с определена функция и/или обект. Качеството е осезаем, условен и субективен атрибут.
В индустрията се твърди, че качеството води до продуктивност. Подобрената продуктивност е източник на приходи, възможност за работа и технологични нововъведения.

## Управление
Много различни техники и концепции са свързани с подобряването на качеството на продуктите или услугите. В това число влизат:
- статистическия контрол на процесите
- нула дефекти от стъпка 7 на 14-те стъпки за подобряване на качеството на процесите от Филип Кросби – Zero Defects is Step 7 of Philip Crosby's 14 Step Quality Improvement Process
- шест сигма
- Национална награда за качество Малколм Болдридж в САЩ (Malcolm Baldrige National Quality Award)
- кръгове на качеството – quality circles
- управление чрез тотално качество
- теория на ограниченията
- системи за управление на качеството като ISO 9000 – Quality Management Systems (ISO 9000)
- непрекъснато подобрение

Има една характеристика на съвременното разбиране за качество, която е универсална. В миналото сме се опитвали да подобрим качеството, предимно чрезнамаляване на дефектите на цената на повишени разходи, повишено време за изпълнение и по-дълъг цикъл на производство. Не е било допустимо да се мисли за постигане на по-малко дефекти с по-ниски разходи, в по-кратки срокове и цикли на производство. Когато модерните техники за постигане на качество са били приложени коректно се е стигнало до идеята, че всички аспекти на качеството, включително удовлетворението на клиента и по-малкото дефекти, по-кратките срокове и общасебестойност е трябвало да бъдат подобрени като стойности. И ако един от тези аспекти не е подобрен трябва да остане стабилен, постоянен и да намалява като стойност. Модерното разбиране за качество има характеристиката, че създава И-базирани ползи, а не ИЛИ-базирани.
Най-прогресивната гледна точка за качеството е, че то се определя изцяло от клиента или крайния потребител и е базирано на оценката на клиентския опит с продукта или услугата. Клиентският опит е съвкупността от всички допирни точки, които клиентите имат с продукта или услугата и по дефиниция е комбинация от всички тях. Например, всеки път когато някой купува продукт, той остава с впечатление базирано на това как е продаден, как е доставен, как е изработен, какваподдръжка получава по-късно и т.н.
Определението на доц. Юрий Алкалай в „Управление чрез тотално качество“ е следното: „Качеството се определя от степента, до която продуктът или услугата служат успешно на целите на потребителя в процеса на използването им, а не само в процеса на продажбата.“ И още едно определение в контекста на ISO 9000/2000: „Степента, в която набор от вътрешни характеристики на определен продукт, услуга, решение, документ, информация, или резултат от процес изпълнява потребност или очакване, които са изразени, общоприети или задължителни.“